# گمینا گنگووشوو
گمینا گنگووشوو (به لهستانی:  Gmina Gniewoszów) یک گمینا در لهستان است که در شهرستان کوژنگتسه واقع شده‌است. گمینا گنگووشوو ۸۴٫۲۹ کیلومتر مربع مساحت و ۴٬۱۵۶ نفر جمعیت دارد.